# Nitrosammine specifiche del tabacco
Le nistrosammine specifiche del tabacco (in inglese: Tobacco-specific nitrosamines, TSNAs) sono uno dei più importanti gruppi di sostanze carcinogene presenti nei prodotti del tabacco, in particolare nelle sigarette e nel tabacco da succhiare fermentato.

## Formazione
Queste nitrosammine carcinogene non sono contenute direttamente nella pianta di tabacco, bensì quest'ultima contiene gli alcaloidi che, assieme ai nitrati, ne sono il precursore, ossia la nicotina, la nornicotina, l'anabasina e l'anatabina. La formazione delle TSNA avviene infatti attraverso una reazione di nitrosazione di questi ultimi composti che ha luogo durante la cura e la conservazione del tabacco e che va avanti fino al momento in cui questo viene confezionato in sigarette.
La formazione delle TSNA è dovuta a una serie di processi chimici e biologici piuttosto complessi il cui risultato dipende da diversi fattori di partenza. Il primo di questi è la specie di tabacco coltivata, diversi studi hanno infatti ormai dimostrato che, per avere una bassa presenza di TSNA nel prodotto finale, è necessario lavorare con l'uso di seme certificato proveniente da piante madri sottoposte a screening per il tasso di conversione da nicotina a nornicotina, in cui tale tasso è inferiore al 3%. Un altro fattore importante è quello della concimazione azotata delle piante. Come per molte piante, anche per il tabacco l'azoto svolge un'importante funzione di accrescimento e sviluppo e, se da una parte elevate concentrazioni di azoto nelle foglie garantiscono un più alto contenuto di nicotina delle foglie curate, dall'altra un elevato contenuto di questo elemento porta ad un aumento delle sostanze proteiche nelle foglie, riducendo l'aroma del tabacco e la sua combustibilità. Non solo, un'elevata concentrazione di azoto nelle foglie può portare ad un'elevata presenza, in queste, di nitrati, uno dei precursori delle TSNA.
Come detto, la formazione delle TSNA avviene durante la fase di cura e conservazione delle foglie di tabacco. È durante questa fase infatti che, a causa della rottura della parete cellulare, si ha la morte delle cellule e l'arrivo dei batteri nitrificanti che danno il via al sopraccitato processo di nitrosazione degli alcaloidi. La trasformazione della nicotina in chetone nicotina-derivato della nitrosammina (NNK) avviene anche grazie solamente alla luce del Sole, che, portando all'apertura dell'anello pirrolidinico della nicotina contenuta nelle foglie in essiccazione, porta appunto all'NNK.
Per mantenere un livello basso di nitrosammine cancerogene sarebbe quindi buona norma evitare il proliferare dell'attività microbica, evitando ad esempio di raggiungere tassi di umidità e temperature delle masse troppo elevati, e mantenendo una buona circolazione d'aria all'interno dei locali di stoccaggio delle foglie.

## Presenza e conseguenze
Come si evince dal nome, le nistrosammine specifiche del tabacco sono state rilevate solamente in prodotti del tabacco, anche se probabilmente sono presenti anche in altri prodotti contenenti nicotina. In particolare, le TSNA sono presenti nel fumo di sigaretta, in quanto risultanti dalla combustione della nicotina, e, in minor concentrazione, in prodotti del tabacco come il tabacco da masticare o quello da succhiare. Tracce di chetone nicotina-derivato della nitrosammina e di N-nitrosonornicotina (NNN), le due TSNA maggiormente cancerogene, sono state rilevate anche nelle sigarette elettroniche, e negli snus.
Esistono inoltre evidenze di una produzione endogena di nistrosammine nei consumatori di prodotti del tabacco con e senza fumo. Un consumo di tali prodotti porta infatti ad una nitrosazione degli alcaloidi del tabacco ad esempio all'interno del cavo orale, soprattutto in presenza di una scarsa igiene orale, ad opera di batteri lì presenti, e quindi alla produzione di nitrosammine cancerogene che si vanno a sommare a quelle già presenti nelle foglie utilizzate per realizzare il prodotto.
Oltre alle già citate NNK ed NNN, che, come detto, sono le due nitrosammine più carcinogene, il gruppo nelle TSNA include la N′-nitrosoanatabina (NAT) e la N-nitrosoanabasina (NAB). Diversi studi hanno dimostrato che il NNK e il suo metabolita, 4-(metilnitrosamino)-1-(3-piridil)-1-butanolo (NNAL), possono condurre, nei ratti, al cancro al polmone e, poiché riescono ad attraversare la barriera emato-encefalica, possono produrre stress ossidativo a livello cellulare e mitocondriale a livello cerebrale. Oltre che ai polmoni, nei ratti trattati con NNK e NNAL sono stati osservati tumori alle cavità nasali, al fegato e al pancreas, mentre in topi, criceti e visoni, sono stati riscontrati tumori del tratto respiratorio. Inoltre, il tamponamento prolungato del cavo orale di ratti con una miscela di NNK e NNN ha indotto nelle cavie la formazione di tumori del cavo orale. Esistono quindi diversi studi e prove a supporto di un ruolo attivo delle nitrosammine nelle formazione di cancri polmonari, epatici, pancreatici, esofagei e del cavo orale nei consumatori abituali di prodotti del tabacco.
Poiché la carcinogenicità dell'NNK e dell'NNN dipende dall'addizione al DNA (ossia dalla formazione di addotti al DNA) e dal metabolismo di queste sostanze, che varia ampiamente da individuo a individuo, le ricerche attuali sono focalizzate sull'individuazione dei soggetti particolarmente sensibili agli effetti carcinogeni di questi composti. Tale identificazione potrebbe portare ad un miglioramento dei metodi di prevenzione del cancro indotto dal fumo di sigaretta e ad una più precisa valutazione dei rischi, considerando anche il fatto che gli esposti al fumo di sigaretta possono anche essere non i diretti consumatori del prodotto.